# Mick Meagan
Mick Meagan (Dublin, Estado Libre de Irlanda; 29 de mayo de 1934 – 27 de noviembre de 2022) fue un futbolista y entrenador de fútbol de la República de Irlanda que jugaba en la posición de defensa.

## Carrera

### Club
| Periodo   | Club                  |
| --------- | --------------------- |
| 1952–1964 | Everton FC            |
| 1964–1968 | Huddersfield Town AFC |
| 1968–1969 | Halifax Town AFC      |
| 1969–1973 | Drogheda United FC    |
| 1973–1974 | Bray Wanderers FC     |
| 1974–1976 | Shamrock Rovers FC    |

### Selección nacional
Jugó para Irlanda en 17 ocasiones sin anotar goles entre 1961 y 1969, haciendo su debut en mayo de 1961 ante Escocia en Hampden Park por la Clasificación para la Copa Mundial de Fútbol de 1962.

### Entrenador
| Periodo   | Club               |
| --------- | ------------------ |
| 1969–1971 | Irlanda            |
| 1969–1973 | Drogheda United FC |
| 1974–1976 | Shamrock Rovers FC |

## Logros

### Club Everton
- First Division: 1962–63
- FA Charity Shield: 1963[5]

### Individual
- SWAI Personality of the Year: 1970–71